# Герб Эстонской ССР
Герб Эстонской ССР (эст. Eesti NSV vapp) — государственный символ Эстонской Советской Социалистической Республики. Герб ЭССР базируется на гербе Советского Союза. Был принят 25 августа 1940 года после вступления Эстонской ССР в состав СССР.

## Описание
Государственный герб Эстонской Советской Социалистической Республики состоит из изображения в лучах восходящего солнца серпа и молота, окруженного венком, который состоит слева — из хвойных ветвей и справа — из ржаных колосьев. Обе половинки венка перевиты красной лентой с надписями на эстонском и русском языках: «Пролетарии всех стран, соединяйтесь!» и ниже «Eesti NSV». Наверху герба находится пятиконечная звезда.
— Статья 116 Конституции Эстонской ССР
Герб являлся государственным символом Эстонии до 8 мая 1990 года, когда Верховный Совет ЭССР принял закон о признании недействительным наименования «Эстонская Советская Социалистическая Республика». Согласно этому закону было прекращено использование герба, флага и гимна Эстонской ССР в качестве государственных символов.